# Al-Suwaiq Club
Der al-Suwaiq Club (arabisch نادي السويق, DMG Nādī s-Suwaiq) ist ein omanischer Sportklub mit Sitz in der Stadt as-Suwaiq innerhalb des Schamal al-Batina Gouvernements.

## Geschichte

### Anfänge und Ab- sowie Aufstiege
Gegründet wurde der Klub am 28. Februar 1972 und am 26. Juni 2002 auch offiziell registriert. Erstmals in der Saison 1995/96 findet sich die Fußball-Mannschaft des Klubs in den bekannten Aufzeichnungen der obersten Spielklasse des Landes wieder. Am Ende dieser belegte das Team mit 32 Punkten den zehnten Platz und hielt somit die Klasse. In der Folgesaison wurde man mit 25 Punkten über den neunten Platz höchstplatzierter Absteiger. In der Spielzeit 1997/98 erreichte man den direkten Wiederaufstieg. In der Runde 1998/99 gelang mit 27 Punkten der dritte Platz.
Die Saison 2003/04 schloss man mit 18 Punkten als Elfter und so mit dem Abstieg ab. Zur Saison 2005/06 kehrte der Klub direkt wieder ins Oberhaus zurück, stieg aber mit 21 Punkten als Vorletzter ebenfalls direkt wieder ab. Als Gruppenerster der Gruppe C der Zweitliga-Saison 2008/09 kehrte der Klub nach einer perfekten Saison ohne Punktverlust dank des besseren Torverhältnisses auf den Verfolger al-Ittihad ins Oberhaus zurück. In der gleichen Saison gelang es zudem als Zweitligist erstmals den Oman Cup zu gewinnen.

### Titel und Dauergast im AFC Cup
Als Aufsteiger ging es am Saisonende mit 44 Punkten an die Tabellenspitze, womit man die erste Meisterschaft in der Klubgeschichte feierte. Als Pokalsieger startet der Klub zudem im AFC Cup 2009, erreichte in Gruppe B mit drei Punkten zu wenig, um weiterzukommen. Als Meister nahm man am AFC Cup 2011 teil. Erneute reichte es in der Gruppenphase mit drei Punkten nur zum letzten Platz in der Gruppe D. Auf nationaler Ebene konnte die Meisterschaft verteidigt werden. Im AFC Cup 2012 gelang es erstmals mit 10 Punkten in Gruppe A als Zweitplatzierter in die KO-Phase vorzudringen, wo man al-Ettifaq aus Saudi-Arabien mit 0:1 unterlag und ausschied. In der Spielzeit 2011/12 konnte die Meisterschaft nicht verteidigt werden. 2012/13 gelang der Meistertitel, der Pokalsieg sowie 2013 der Sieg im Super Cup. In der Qualifikation für die AFC Champions League 2014 unterlag man mit 0:1 gegen al-Qadsia. Im AFC Cup 2014 gelang es mit sieben Punkten erneut nicht, in die nächste Runde einzuziehen.

### Zeit nach diversen Titeln
In der Saison 2014/15 rettete man sich mit 31 Punkten knapp vor dem Relegationsplatz. 2016/17 gelang nochmals der Pokalsieg. Nach Platz zwei in der Liga war man im AFC Cup 2017-Playoff mit 4:3 nach Hin- und Rückspiel über den Shabab al-Khalil SC erfolgreich und zog in die Gruppenphase ein, wo man mit fünf Punkten Letzter der Gruppe A wurde. 2017/18 gewann man mit 63 Punkten die Meisterschaft. Als Pokalsieger kam man beim AFC Cup 2018 in die Qualifikationsrunde. Dort setzte man sich mit 2:1 nach Hin- und Rückspiel gegen den Hilal Al-Quds Club durch und zog in die Gruppenphase ein, wo das Team punktlos blieb. Im AFC Cup 2019 gelangen vier Punkte und erneut der letzte Platz.
Bis heute spielt der Klub in der obersten Spielklasse des Oman.

## Erfolge
- Oman Professional League: 2009/10, 2010/11, 2012/13, 2017/18
- Oman Cup: 2008, 2012, 2017
- Omani Super Cup: 2013

## Stadion
Seine Heimspiele trägt der Verein im al-Seeb Stadium in Sib aus, das 2004 erbaut wurde und Platz für 14.000 Zuschauer bietet.